# Sagittaria planitiana
Sagittaria planitiana là một loài thực vật có hoa trong họ Alismataceae. Loài này được G.Agostini miêu tả khoa học đầu tiên năm 1970.